# Nhà thờ Quito

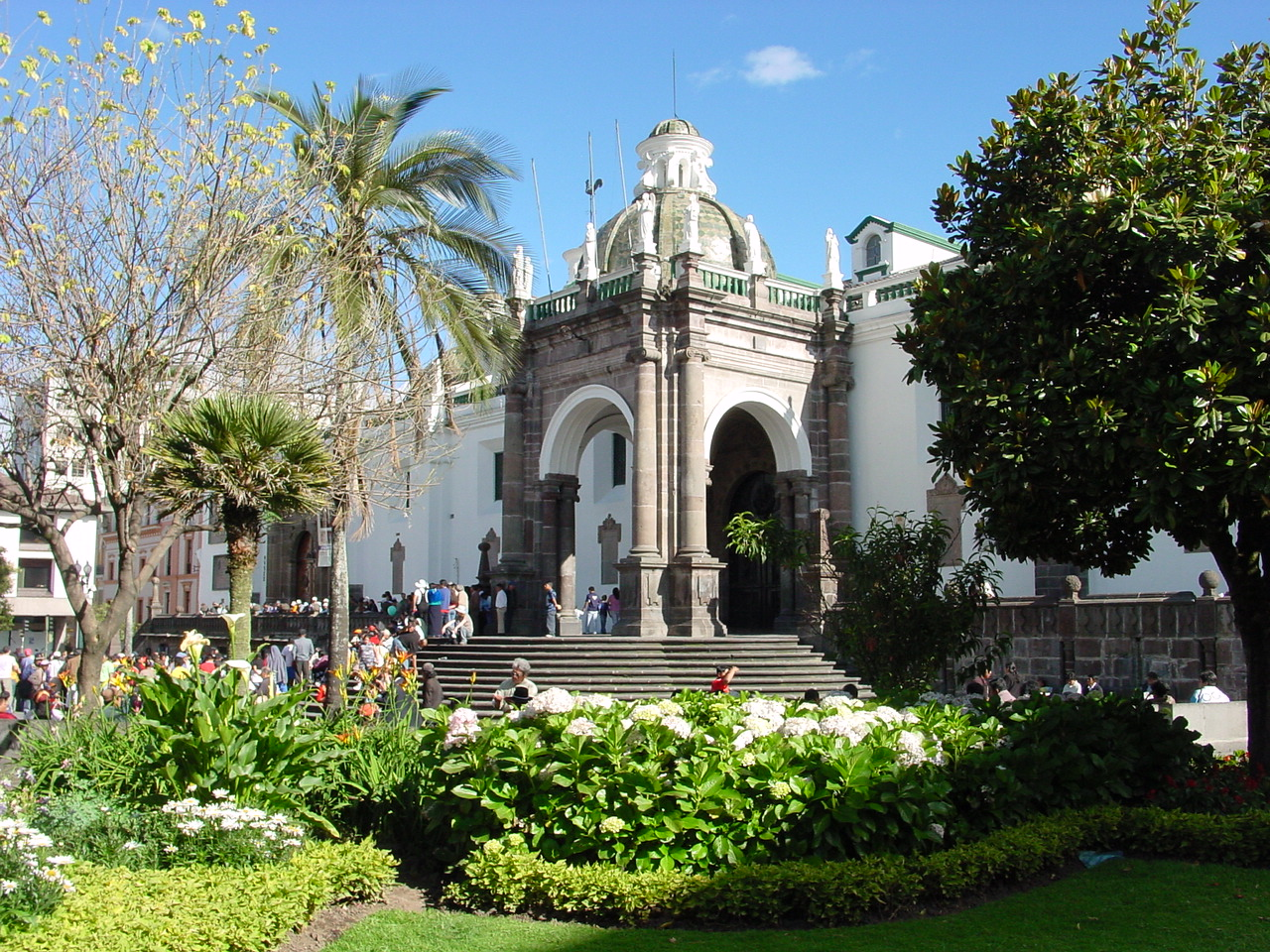
Độ cao phía đông bắc của Nhà thờ, trên Quảng trường, bị chi phối bởi lối vào "Arch of Carondelet" và cầu thang của nó.

Nhà thờ Đô thị Quito (tiếng Tây Ban Nha: Catedral Metropolitana de Quito), được gọi đơn giản là la Catedral, là nhà thờ Công giáo ở Quito, Ecuador. Nằm ở phía tây nam của Plaza de la Independencia (La Plaza Grande), nó (và tòa nhà tiền thân của nó) từng là trụ sở của Giáo phận Quito từ năm 1545 đến năm 1848 khi nó được nâng lên thành Tổng giáo phận. Năm 1995, nó được nâng cấp lên thành Nhà thờ Ecuador, biến nó thành nhà thờ Công giáo lớn nhất trong cả nước.

## Miêu tả
Nhà thờ là một nhà thờ lớn được sơn màu trắng với một tháp chuông cao duy nhất nằm lệch về bên phải của lối vào chính. Được xây dựng trên một kế hoạch bao gồm ba gian dọc được bao bọc bởi những mái vòm bán nguyệt trên các cột vuông, cấu trúc không gian cơ bản của Nhà thờ là điển hình của thế kỷ 16. Dựa trên các đặc điểm nội thất - đặc biệt là các chi tiết của các cột trụ, mái vòm, trần nhà được chạm khắc và làm bằng gỗ - một số chuyên gia khẳng định rằng Nhà thờ phải được đặc trưng theo phong cách Gothic - Mudéjar. Nó có những nét đặc trưng của Gothic trong các mái vòm nhọn của gian giữa, cũng như trong các tường bao bao quanh nhà trước.